# Tarenna alpestris
Tarenna alpestris är en måreväxtart som först beskrevs av Robert Wight, och fick sitt nu gällande namn av Nambiyath Puthansurayil Balakrishnan. Tarenna alpestris ingår i släktet Tarenna och familjen måreväxter. Inga underarter finns listade i Catalogue of Life.